# كهف مورويا
كهف مورويا (باليابانية: 室谷洞窟، بالروماجي: Muroya dōkutsu) هو موقع أثري ياباني يعود إلى حقبة جومون، عثر عليه في بلدة أغا محافظة نييغاتا، منطقة هوكوريكو في اليابان، صُنف على أنه مَعلَم تاريخي وطني [الإنجليزية] ياباني عام 1980.

## نظرة عامّة
يقع الكهف في داخل الجبال على الضفة الغربية من نهر مورويا الذي يخترق جبال إيتشيغو من الشرق إلى الغرب، تشكّل بفعل تآكل صخور الريوليت على ضفة النهر اليسرى على إرتفاع (218 متر)، فتحة الكهف تتجه نحو الجنوب وتواجه نهر ضيق على جانبه الشرقي، إرتفاع الكهف يبلغ (3 أمتار)، وعرضه (7 أمتار) ويمتد داخل الجبل (8 أمتار)، تم التنقيب داخله بين عامي 1960 و 1962 من قبل «متحف مدينة ناغاوكا للعلوم» و«كلية الطب جامعة نييغاتا»، خلالها تم إكتشاف العديد من القطع الأثرية ألتي يرجع تاريخها إلى المرحلة الأولى من حقبة جومون بالإضافة إلى أدوات حجرية ومخلفات صناعتها.
عثر في الكهف على 15 طبقة ثقافية متباينة، تكونت الطبقة العليا من أواني من فخار سوي وفخار هاجي [الإنجليزية]، الطبقة الثانية من فخار يايوي [الإنجليزية]، الطبقة الثالثة إحتوت على فخار جومون ورفاة لنساء بالغات، ومن أسفل الطبقة الثالثة وحتى الطبقة الخامس عشرة عثر على أنماط مختلفة من فخّار جومون، لكن كان التغير كبيرًا عند الطبقتين الخامسة والسادسة حيث تكونت الطبقة العلوية من خزف مزخرف بأشكال من الخيوط الملتوية، والطبقة السفلية زخرفت بأنماط الريش والحبال، بالإضافة إلى العثور على عدد كبير من عظام حيوانات أهمها (سيرو ياباني، وأرانب [الإنجليزية]، والدب الأسيوي الأسود) وآثار لعظام بشرية تعود إلى أوائل حقبة جومون، عُثر على ما مجموعه 20,000 قطعة أثرية مما جعل هذا الكهف إكتشاف ذو قيمة تاريخية كبيرة حيث تم تصنيف كل الممتلكات منه على أنها ممتلكات ثقافية وطنية مهمة [الإنجليزية] سنة 2000، وحاليًا تعرض بعض القطع في متحف ناغاوكا للعلوم.

## النقل
موقع الكهف يخلو من المرافق السياحية ويمكن الوصول إليه بقيادة ساعتين بالسيارة إبتداءً من محطة نييغاتا [الإنجليزية].

## طالع أيضًا
- كهف كوسيغاساوا
- كهف خفاش بحيرة ساي
- كهف ناروساوا الثلجي
- جغرافيا اليابان